# Краковский, Александр Владимирович
Александр Краковский (родился 28 февраля 1982 г.) (укр. Олександр Краковський, англ. Alex Krakovsky) — еврейско-украинский архивист, активист и генеалог. Он является лидером в еврейском генеалогическом сообществе в усилиях по легализации оцифровки еврейских записей из украинских исторических государственных архивов.

## Карьера
Краковский начал заниматься генеалогическими исследованиями в 2011 году. После запроса копий оригинальных документов из архивов во Львове ему сообщили, что для их получения ему потребуется заплатить 116 000 гривен (4 600 долларов США). Недовольный сложившейся ситуацией, Краковский начал подавать иски против архивов, добиваясь более справедливого доступа к историческим документам.
В 2019 году он подал в суд на Министерство юстиции после введения запрета на копирование частными лицами документов, превышающих формат письма или содержащихся в книгах толщиной более 1,5 дюйма, а также на оплату гражданами цифровых копий. 3 октября 2019 года Киевский окружной административный суд постановил, что закон, против которого выступал Краковский, противоречит украинскому законодательству.
Он также подал в суд на областной архив Житомирской области из-за отсутствия стабильного доступа к документам, заявив: «Если вы не понравились директору [архива], вам могут отказать в доступе под любым предлогом: документ в плохом состоянии, вы его повредите, ваш iPhone [камера], даже без вспышки, якобы вредит ему, и множество других абсурдных причин».
Он успешно подал в суд более чем на дюжину подразделений украинских государственных архивов, опираясь на законы о свободе информации, из-за ограничительных установок, препятствующих справедливому доступу для архивистов и исследователей. Он утверждает, что свободный доступ к историческим архивам подпадает под действие статьи 10 Европейской конвенции о правах человека и имеет прецедент в деле «Кенеди против Венгрии».
Помимо несправедливого доступа, Краковский открыто высказывался по поводу поведения сотрудников архивов по отношению к посетителям. Он утверждал, что в Центральном государственном историческом архиве Украины в Киеве сотрудник читального зала, поддерживающий сепаратистов Донбасса, проявлял агрессию к читателям и открыто выражал «презрение» к украинскому языку.
Он также заявлял, что в киевских архивах российские исследователи получали привилегированное отношение, в то время как украинцам не предоставляли тот же доступ к ресурсам. В 2017 году он выступил на конференции, организованной Офисом Уполномоченного Верховной Рады Украины по правам человека и Центром демократии и верховенства права, где говорил о недостаточной прозрачности архивов в Украине.
С 2017 года Краковский возглавляет инициативу по оцифровке тысяч еврейских метрических книг, ревизских сказок и других исторических документов, хранящихся в украинских архивах. Он занимается их цифровым сканированием и загрузкой в открытую базу данных в украинской Викитеке.
В 2020 году на платформе GoFundMe был запущен сбор средств для покупки сканирующего оборудования с целью ускорения оцифровки архивных документов. По состоянию на август 2023 года было собрано более 35 000 долларов США.

### Генеалогические исследования
Помимо оцифровки украинских архивных записей, Краковский часто проводит лекции и презентации о том, как начать генеалогические исследования и как использовать документы, которые он помог отсканировать. JewishGen, некоммерческая онлайн-организация, занимающаяся генеалогическими исследованиями, индексировала более 1 миллиона записей из книг, оцифрованных Краковским, предоставляя исследователям бесплатный доступ к этим данным.

## Разное
Краковский является заместителем председателя правления Киевского центра генеалогических исследований.
Его мать родилась в селе Севастьяновка в Черкасской области.